# سبيك سوفلي، لاف
حدث بهدوء، حبيبي «تحدث بهدوء، الحب» هي أغنية شهيرة نُشرت عام 1972، بموسيقى نينو روتا وكلمات لاري كوسيك. تم تقديم الأغنية لأول مرة كموضوع أساسي في فيلم الاب الجيد عام 1972 والذي كان يُعرف ببساطة باسم "Love Theme from The Godfather ". كان أعلى تمثيل في أيٍ من النسختين هو المطرب آندي ويليامز، الذي أخذ «أسبيك سوفلي لاف» في المرتبة 34 والمركز السابع على مخطط الاستماع السهل.

## خلفية
كتب لاري كوسيك الكلمات الأصلية بالإنجليزية، وكتبت نينو روتا الموسيقى. تمت كتابة مجموعات مختلفة من كلمات الأغنية بالفرنسية والإيطالية والصقلية والإسبانية. داليدا تغني النسخة الفرنسية. النسخة الصقلية غنى بها أنتوني كورليوني (فرانك دامبروسيو) في العراب الجزء الثالث. تم سماعها لأول مرة في أمريكا عام 1970 في برنامج ميرف جليفن شو الذي غنته أنجيلا باكاري باللغتين الإنجليزية والإيطالية.

## الجوائز
تم ترشيح مجموع نقاط روتا عن فيلم الاب الجيد لجائزة الأوسكار لعام 1973 لأفضل نتيجة أصلية. ومع ذلك، فقد تم استبعادها من الاعتبار عندما علمت الأكاديمية أن روتا قد استخدمت نسخة أكثر كوميدية من الأغنية لفيلم فورتنيلا (1958). [4] ومع ذلك، فازت نتيجة روتا في فيلم الاب الجيد الجزء الثاني بجائزة الأوسكار لأفضل نتيجة لعام 1974، على الرغم من أنها تحتوي على نفس القطعة.

## نجاح التخطيط
«موضوع الحب من الاب الروحي»
النسخة الأولى من الأغنية التي وصلت إلى أي من الرسوم البيانية في مجلة بيلبورد كانت «Love Theme from الاب الجيد» لعازف البيانو روجر ويليامز. ظهر تسجيله الموسيقي لأول مرة في الإصدار بتاريخ 1 أبريل 1972، و «ظهرت الفقاعة تحت» Hot 100 لمدة خمسة أسابيع، وبلغت ذروتها في الرقم 116، وحصل أداء آخر للبيانو من قبل Ferrante and Teicher على رقم 28 Easy Listening أثناء عرضه. بدأ تشغيل الرسم البياني لمدة أربعة أسابيع في إصدار 8 أبريل. النسخة التي سجلها المخرج الموسيقي للفيلم، كارلو سافينا، وفرقته الموسيقية للموسيقى التصويرية التي تم رسمها لأول مرة على Hot 100 في إصدار 22 أبريل وجعلها في المرتبة 66 خلال تسعة أسابيع من الرسم البياني. وصل أيضًا إلى الرقم 24 على مخطط الاستماع السهل خلال الأسابيع الثلاثة التي بدأت في إصدار 20 مايو.
«تكلم بهدوء، حبي»
ظهرت نسخة Andy Williams من "Speak Softly Love" أيضًا لأول مرة في إصدار 8 أبريل ووصلت إلى المرتبة 34 على Hot 100 خلال 11 أسبوعًا لها هناك والعدد السابع Easy Listening على مدار 12 أسبوعًا. ظهر تسجيل لأغنية Al Martino على كلا المخططين في إصدار 29 أبريل وبلغ ذروته في المرتبة 80 خلال الأسابيع الأربعة على Hot 100 [9] ورقم 24 على مخطط Easy Listening ، حيث كان أيضًا أمضى أربعة أسابيع.
في المملكة المتحدة، بدأ ويليامز مسيرة تسعة أسابيع في 5 أغسطس من ذلك العام أدت إلى عرض رقم 42.

## التسجيلات
بدأت Slash of Guns N 'Roses في أداء إصدارات الغيتار الآلية للأغنية في وقت مبكر من أواخر الثمانينيات. غالبًا ما يشار إلى الأغنية باسم «الاب الجيد» ويتم تضمينها في ألبومه المباشر 2010 في منشستر وألبومه المباشر لعام 2011 صنف في أستوك. يوجد تسجيل استوديو وتم تسجيله لموسيقى تصويرية نادرة لعام 2002 بعنوان The Kid Stays in the Picture .
النسخة الأوكرانية، "Skazhy scho lyubysh" (الأوكرانية: Скажи ، що любиш ؛ مضاءة. قل أنك تحبني) قامت بها صوفيا روتارو في الفيلم الموسيقي Song Is Always with Us (1975)، حيث لم تسمح لها الإدارة السوفيتية لتسجيل غطاء اللغة الإنجليزية من العراب " موضوع الصورة التالية عرضا من Ariola السجلات.
قام جيمس بوكر بتضمين نسخة مفيدة من الأغنية في ألبومه مصنف. [12]
غنى جيسون كوتشاك النسخة الإيطالية الأصلية بيانو Parla pi كتقدير.
تم استخدام اللحن كموسيقى موضوعية وكجهاز مؤامرة مركزي في فيلم الرسوم المتحركة السوفيتي القصير Contact (1978).
أخذ مغني الراب في Bay Area Mac Dre عينة من أغنيته الهيب هوب "Mafioso" من ألبومه، Al Boo Boo (2003).
فنان الهيب هوب RZA من Wu-Tang Clan يختبر موضوع "Black Mozart" في ألبوم Raekwon Only Built 4 Cuban Linx ... Pt. الثاني (2009).
قامت فرقة Fantômas بعمل غلاف معدني ثقيل للأغنية في ألبومهم The Director's Cut في عام 2001.
سجل أندريا بوتشيلي النسخة الصقلية لألبومه السينمائي لعام 2015 .
يؤدي جياني موراندي نسخة من الأغنية باللغة الإيطالية.
قدمت المغنية الإيطالية الفرنسية داليدا نسخة فرنسية من الأغنية في ألبومها لعام 1972 Il faut du temps .
أنظر أيضا
" وعدني بأنك ستتذكر (موضوع الحب من العراب الجزء الثالث